# Trouhaut
Trouhaut é uma comuna francesa na região administrativa da Borgonha-Franco-Condado, no departamento de Côte-d'Or. Estende-se por uma área de 9,21 km². Em 2010 a comuna tinha 123 habitantes (densidade: 13,4 hab./km²).